# Pseudicius afghanicus
Pseudicius afghanicus is een spinnensoort in de taxonomische indeling van de springspinnen (Salticidae).
Het dier behoort tot het geslacht Pseudicius. De wetenschappelijke naam van de soort werd voor het eerst geldig gepubliceerd in 1984 door Andreeva, Heciak & Jerzy Prószyński.